# 陳氏 (劉臻妻)
陈氏（?—?），刘臻之妻，晉朝時期女性人物。
陈氏聪明善辩，能写文章，善词赋，著有《椒花颂》等。曾经在正月初一献《椒花颂》，其词为：“旋穹周回，三朝肇建。青阳散辉，澄景载焕。标美灵葩，爰采爰献。圣容映之，永寿于万。“又写有元日及冬至进见的礼仪，流传于世。